# Alan Audelin
Alan Audelin est un gardien de rink hockey né le 11 septembre 1993. Formé à Quévert, il rejoint en 2015 l'US Coutras après avoir gardé les filets de Saint-Omer durant deux saisons.

## Parcours sportif

### Quévert
Il commence à patiner jeune, en intégrant la maternelle patin de Quévert. 
Doublure d'Olivier Gélébart lors de la saison 2012, il quitte son club formateur l'année suivante. Il part de Quévert, son club formateur pour aller jouer en Nationale 1 dans l'équipe de Saint-Omer. Durant la saison, il se retrouve aux prises avec son frère Jérémy Audelin resté à Quévert. 

### Saint-Omer
Saint-Omer n'étant pas satisfait d'Alan, le club recrute deux nouveaux gardiens avec Thomas Buanec et Martin Barros. Il finit par quitter Saint-Omer en 2015 pour rejoindre le club de Coutras. 

### Équipe de France
À 20 ans, il a déjà participé à quatre championnats d'Europe jeune, un championnat du monde et une coupe latine. 
En 2013, il participe au championnat du Monde en Angola. Le sélectionneur de l'équipe de France renouvellera sa confiance l'année suivante lors du championnat d'Europe. 

### Palmarès
En 2013, il obtient sa première Coupe de France avec le club de HC Quévert.
Il est vice-champion de France de Nationale 1 avec le HC Quévert en 2013. 